# Nenzing
Nenzing (in alemanno Nenzig) è un comune austriaco di 6 186 abitanti nel distretto di Bludenz, nel Vorarlberg; ha lo status di comune mercato (Marktgemeinde).